# إيوان مير مليك
إيوان مير مليك، أو مليتش (اسمه عند الولادة إيكوب إيوان ميرين مليك، 9 أغسطس 1840-29 يناير 1889)، عالم رياضيات ومعلم وشخصية سياسية، وروماني من فالاشيا، وأحد الأعضاء الأوائل في جمعية جونيما الأدبية. اشتهر لعمله في التعليم الخاص، ولتوليه منصبًا في جامعة ياش، ألف العديد من المدخلات المبكرة للعلم -تناولت الحساب والهندسة، بالإضافة إلى الطبوغرافيا وعلم المساحة. نُظر إليه على أنه شخصية لطيفة في اجتماعات جونيما، ولم يكن له علاقة تذكر بجدول أعمالها الأدبي، لكنه اهتم بالأعمال الإدارية، وبمشروع النشر لفترة من الوقت.
اتبع مليك النادي الأدبي وتحول إلى حزب المحافظ الليبرالي مستقيًا أفكاره من القيادة الجونيمية. مثّل مدينة ياش في مجلس النواب في الهيئة التشريعية لعام 1884، وبعد ذلك، في ظل الحكومة الجونيمية، ساعد في تطبيق سياسات تيتو مايوريسكو في المجال التعليمي. يُذكر مليك أيضًا كمهندس ورائد أعمال، ساهم في التاريخ الحديث لقرية كوستيتي بوتوتشانيلور، حيث ممتلكاته الشخصية.

## سيرته الذاتية

### المعاهد الموحدة وتفويض الجمعية
حظيت دروس علم الحساب لمليك عام 1867 بشعبية كبيرة، أعيدت طباعتها عشر مرات. تابع مع كتب دراسية ودروس تمهيدية أخرى: عن العملة الرومانية، 1868، وعناصر الهندسة، 1869، أعيد طباعته عشر مرات، وعناصر الطبوغرافيا، 1879، أربع نسخ مطبوعة. منذ عام 1883 وحتى عام 1888، أصدر مليك وكوليانو وكونستانتين كليميسكو مجلة (ركرياتسي شتنتفتشي)، التي تعتبر مقدمة مباشرة لجازيتا ماتيماتيتش الأكثر شهرة.
واصل الكاتب عمله في المعهد قبل وبعد عام 1875، عندما اندمج المعهد مع «المدرسة الثانوية الجديدة» في إدارة خاصة (المعاهد الموحدة). في ذلك العام، أضفى أيضًا الطابع الرسمي على اعتماده من قبل مدينة ياش، من خلال بدء أعمال البناء في منزل ريفي (اكتمل عام 1882). منح الدومنيتور الجديد، كارول الأول، مليك ميدالية بينميرينتي من الدرجة الأولى، اعترافًا منه بمزاياه التعليمية.
بعد فترة وجيزة من إنشاء المملكة الرومانية، شق مليك طريقه أيضًا إلى الحزب السياسي الجونمي. منحه مايوريسكو، الذي قاد أعضاء جونيما داخل وخارج حزب المحافظين المعارض، مكانًا في القائمة المستقلة لياش في انتخابات عام 1884. من الناحية العملية، كان مليك وبوغور ونغروزي وآخرون في كارتل مع الليبراليين الوطنيين الحاكمين، وانتخبوا نوابًا على قائمة موالية للحكومة. بعد فترة، مع تجاهل رئيس الوزراء أيون بريتيانو الطلبات المتكررة للجونميين لشغل مناصب وزارية، عاد الفصيل بأكمله إلى المعارضة.
كافأ كارول الأول، ملك رومانيا المتوج حديثًا، مرة أخرى مليك على خدماته: في فبراير 1884 نشرت مجلة مونيتورل أوفيسال خبرًا يفيد بأن عالم الرياضيات قد حصل على وسام نجمة رومانيا، لتعود وتصوب الخبر لاحقًا بأن مليك فارس في تلك المجموعة، عندها رفض الجائزة تمامًا.